# Enneapterygius larsonae
Enneapterygius larsonae är en fiskart som beskrevs av Fricke, 1994. Enneapterygius larsonae ingår i släktet Enneapterygius och familjen Tripterygiidae. Inga underarter finns listade i Catalogue of Life.